# Seepark Betzenhausen

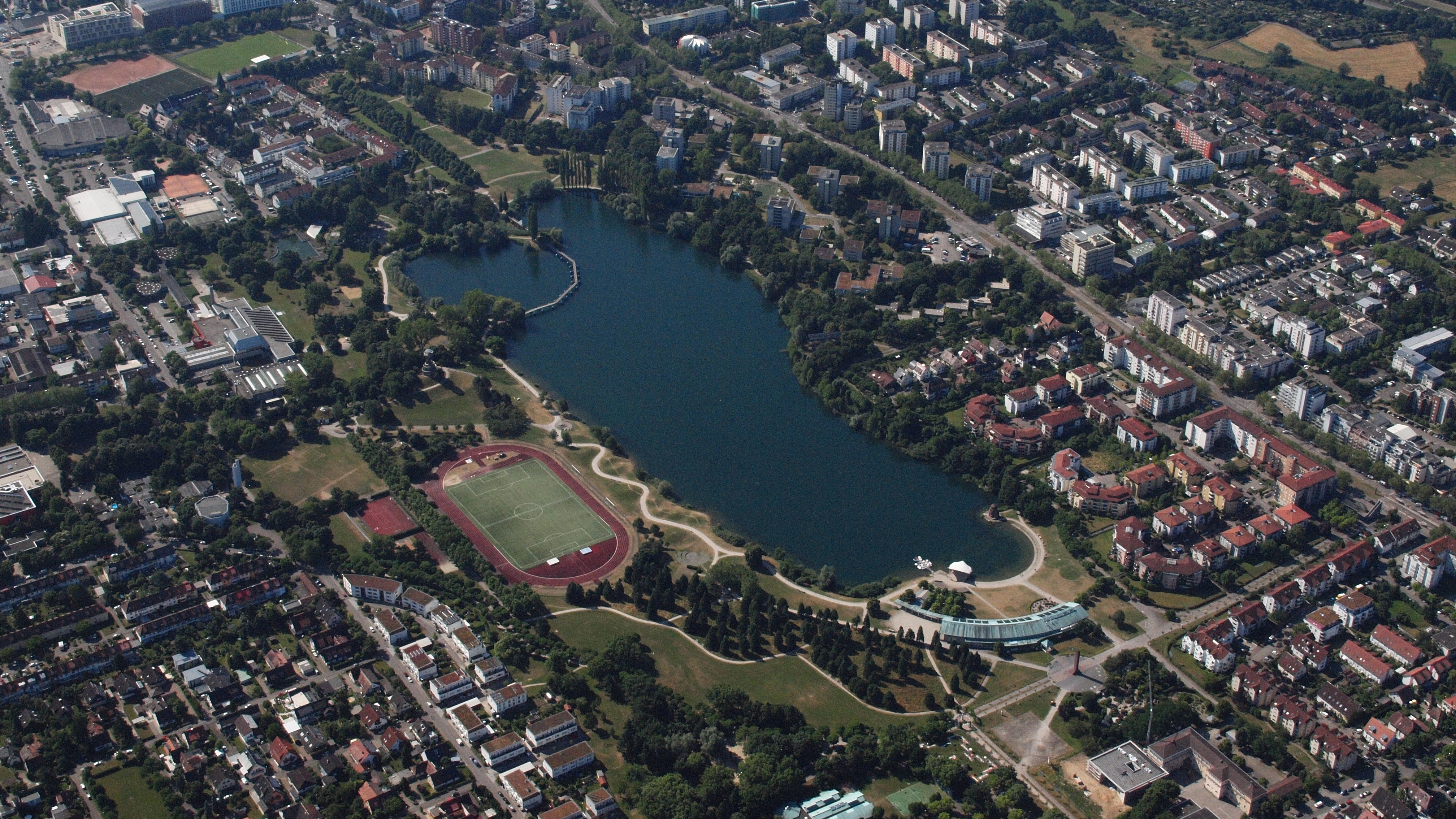
Seepark Betzenhausen, Flückigersee

Der Seepark im Freiburger Stadtteil Betzenhausen ist das ehemalige Gelände der Landesgartenschau 1986. Es besteht aus einem insgesamt rund 35 Hektar großen Naherholungsgebiet mit einem etwa 10 Hektar großen künstlichen See, dem Flückigersee. Im Nordosten steht der 15 Meter hohe Seeparkturm.

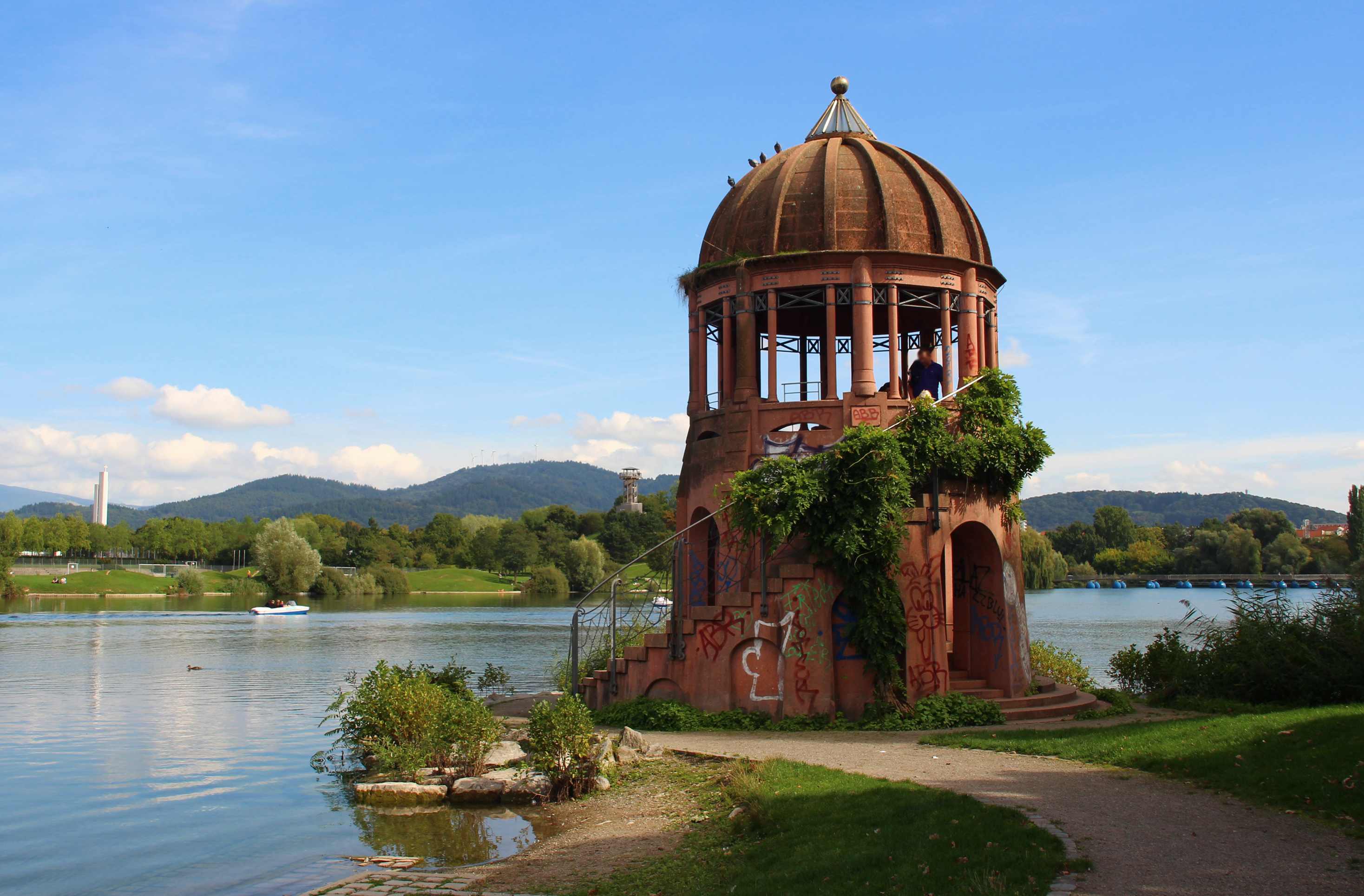
Tempelchen am südwestlichen Seeufer

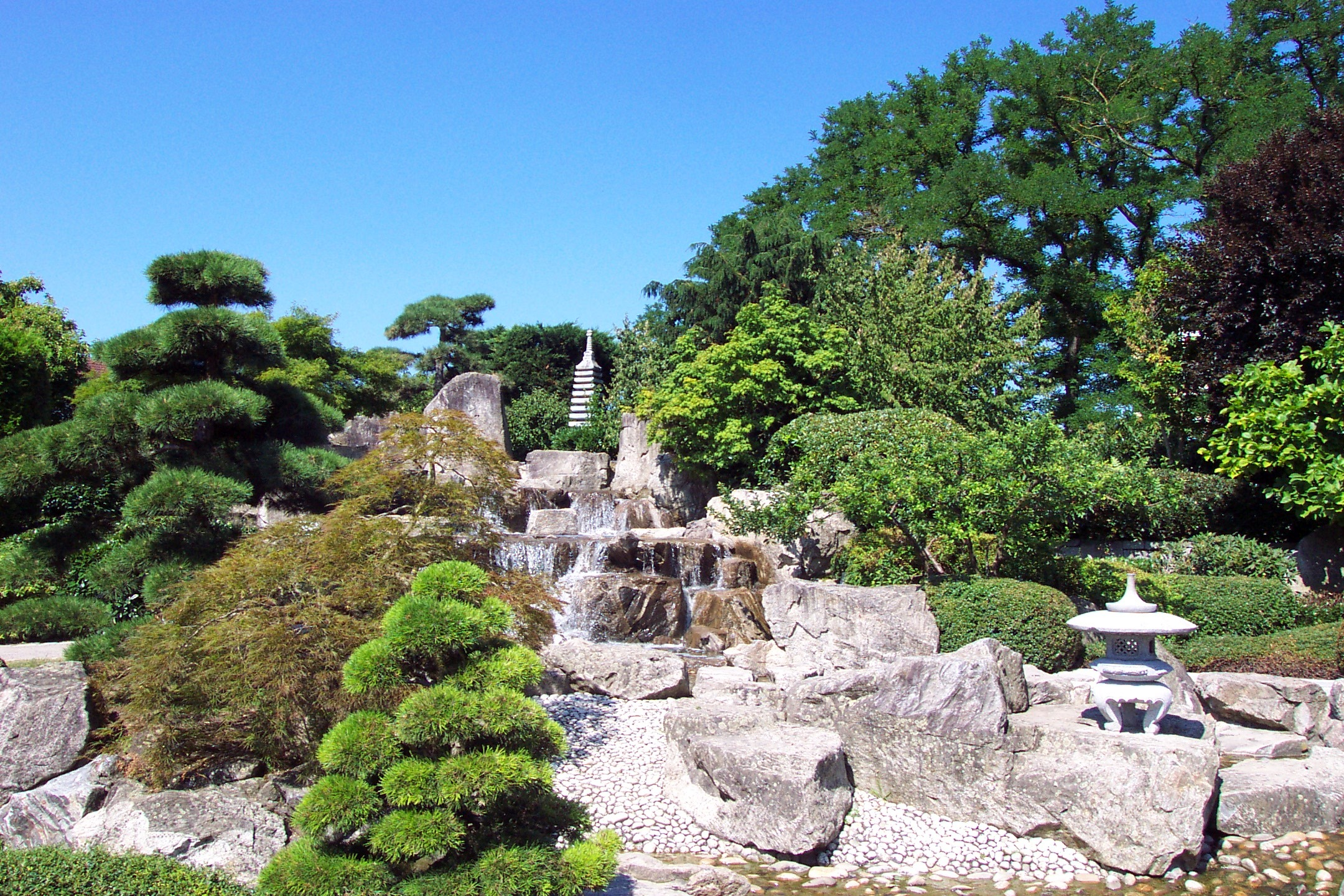
Japanischer Garten

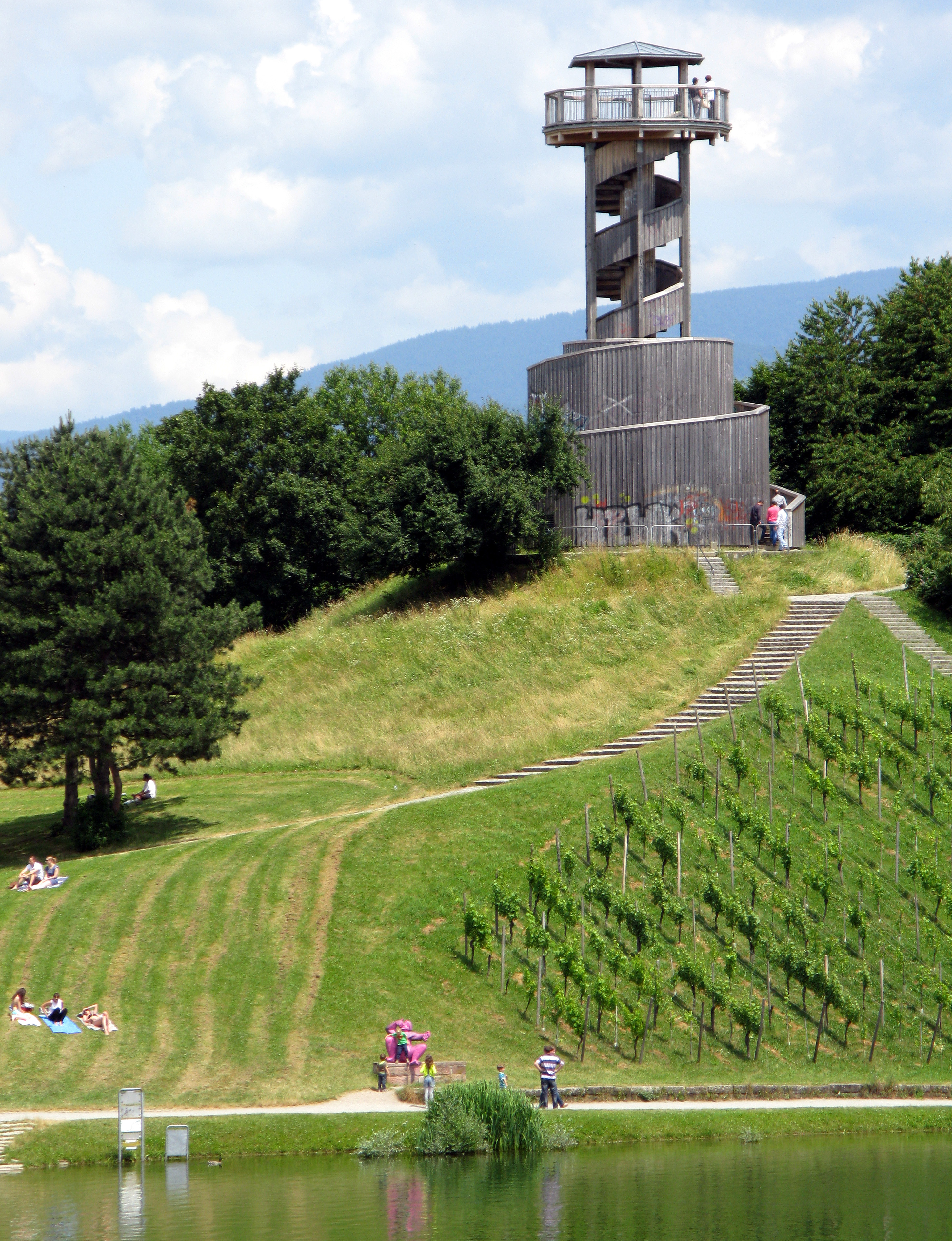
Seeparkturm

Bis zum Beginn des 20. Jahrhunderts wurde auf der Fläche des heutigen Seeparks hauptsächlich Landwirtschaft betrieben. Da aber der dort vorhandene Schotterboden sich nur schlecht für den Anbau von Getreide eignete, siedelte sich in den 1920er Jahren die Firma Flückiger hier an, um Sand und Kies abzubauen. Mit der zunehmenden Ausbreitung der Stadt in Richtung Westen lag das Gebiet immer zwischen der Bebauung, so dass in den 1970er Jahren der Kiesabbau nach und nach eingestellt wurde, um eine Parkanlage zu schaffen.
Damit wurde zu Beginn der 1980er Jahre begonnen, jedoch führte erst die erfolgreiche Bewerbung zur Ausrichtung der Landesgartenschau 1986 zur Ausgestaltung im noch heute bestehenden Umfang. Als Haupteingang wurde an der Sundgauallee der Betzenhauser Torplatz mit Holzskulpturen des Architekten Hans Dieter Schaal angelegt. Diese wurden im Herbst 2020 im Rahmen einer Umgestaltung des Platzes entsorgt. Die Landesgartenschau zählte etwa zwei Millionen Besucher. Im Zuge dieser Umgestaltung wurden auch 260 Mammutbäume gepflanzt, von denen inzwischen viele der Trockenheit und Krankheiten zum Opfer fielen. Auch der kiesige Untergrund war für die Bäume nicht ideal. Nachdem 2018 bis auf 42 weitere Mammutbäume gefällt werden mussten, sollen in Zukunft Bäume gepflanzt werden, die mit zunehmender Hitze und Trockenheit zurechtkommen. Ende 2021 wurden weitere Mammutbäume gefällt. Nur zwölf blieben stehen.
Im Osten befindet sich ein Rosengarten, der 2011 neu angelegt und nach dem Stifter und Ehrenbürger als Eugen Martin Anlage benannt wurde. Auf der Nordostseite grenzt der Außenbereich des Westbades direkt an den Seepark an.
Im Juli 2019 wurde der Holzsteg zur Rotunde, von wo der Pontonsteg abgeht, wegen Baufälligkeit gesperrt und im Februar 2024 mit einer haltbareren Trägerkonstruktion aus Stahl wiedereröffnet.
Ende 2018 wurde der Forstpavillon auf der Südseite gesperrt, weil durch Vandalismus Glasscheiben zerstört waren und drohten herunterzufallen. Außerdem klagten Anwohner schon länger über nächtliche Ruhestörungen.
2020 schrieb die Badische Zeitung, dass der Park unter dem Freizeitdruck der wachsenden Stadt leide. Selbst während der Covid-19-Pandemie habe es keine Pause gegeben. Seit 1990 sind die angrenzenden Stadtteile Betzenhausen und Mooswald um 3000 Einwohner gewachsen, genau so wie die immer noch nahe liegenden Stadtteile Lehen und Stühlinger und es wird weiter gebaut, zum Beispiel in der Studentensiedlung.
Seit Dezember 2020 gibt es bei der Sonnenuhr am Bürgerhaus einen geodätischer Referenzpunkt, mit dem jeder die Positionsgenauigkeit seines Navigationsgerätes oder Smartphones überprüfen kann.

## Japanischer Garten
1990 wurde im Westen des Gebietes aufgrund der Städtepartnerschaft mit der japanischen Stadt Matsuyama ein 3600 m² großer japanischer Garten gestaltet. Er wurde von dem japanischen Gartenarchitekten Yoshinori Tokumoto aus Matsuyama geplant und ist ein Geschenk der Partnerstadt. Im Herbst 1989 wurde er von drei japanische Gärtnern und zehn Freiburger Gärtnern des Gartenamtes angelegt.
Die großen Felssteine wurden am Schauinsland ausgesucht und die Steinlaternen sind Originale aus Japan. Die spezielle Pflege haben Gärtner des Gartenamtes im Gartenbaubetrieb von Tokumoto in Matsuyama erlernt.

## Anbindung
Die Linien 1 der Freiburger Straßenbahn mit den Haltestellen Betzenhauser Torplatz und Am Bischofskreuz und die Linie 4 mit der Haltestelle Berliner Allee verbinden den Seepark mit dem restlichen Stadtgebiet. Um den Seepark herum befinden sich am Westbad, an der Stusie und am Betzenhauser Torplatz vier Stationen des Fahrradverleihsystems Frelo. Über die Falkenbergerstraße soll der Seepark mit der neuen Mitte Mooswalds verbunden werden. Über zwei Brücken für den Fuß- und Radverkehr über die Westrandstraße kann der Seepark von Lehen und Landwasser erreicht werden. Über zwei Unterführungen unter der Sundgauallee und den Betzenhauser Torplatz ist das südliche Gebiet Betzenhausens angebunden.